# Мантеллы
Мантеллы (лат. Mantellidae) — семейство земноводных из отряда бесхвостых.

## Описание
Общая длина представителей этого семейства колеблется от 3 до 10 см. Наблюдается половой диморфизм: у ряда видов самки крупнее самцов. Голова небольшая, морда заострённая или вытянутая. Глаза среднего размера, зрачки округлые. Туловище преимущественно стройное. На конечностях есть диски, с помощью которых земноводные передвигаются по вертикальной поверхности. Окраска у большинства видов ярких цветов.

## Образ жизни
Населяют тропические леса. В основном ведут наземный образ жизни, хотя некоторые виды являются водными или древесными. Активны в сумерках или утром, некоторые даже днём. Питаются мелкими беспозвоночными.

## Размножение
У этих лягушек внутреннее оплодотворение. Самец амплексусом схватывают сзади самку и вводит ей в клоаку спермотофоры, где и оплодотворяются яйца.

## Токсичность
Также, как и древолазы, благодаря поеданию токсичных насекомых вырабатывают кожный яд. Некоторые алкалоиды, входящие в состав яда, помимо обеспечения защиты от хищников, также защищают животное от кожных инфекций. При исключении из рациона ядовитых насекомых пропадает и токсичность кожи.

## Распространение
Являются эндемиками островов Мадагаскар и Майотта (Коморские острова).

## Классификация
На октябрь 2018 года в семейство включают 3 подсемейства, 12 родов и 224 вида:
Boophinae Vences et Glaw, 2001
- Boophis Tschudi, 1838 — Мадагаскарские веслоноги (78 видов)

Laliostominae Vences et Glaw, 2001
- Aglyptodactylus Boulenger, 1919 — Пластуны (6 видов)

- Aglyptodactylus australis Köhler, Glaw, Pabijan & Vences, 2015
- Aglyptodactylus chorus Köhler, Glaw, Pabijan & Vences, 2015
- Aglyptodactylus inguinalis Günther, 1877
- Aglyptodactylus laticeps Glaw, Vences & Böhme, 1998
- Aglyptodactylus madagascariensis (Duméril, 1853) — Пластун
- Aglyptodactylus securifer Glaw, Vences & Böhme, 1998

- Laliostoma Glaw, Vences et Böhme, 1998 (1 вид)

- Laliostoma labrosum (Cope, 1868) — Мадагаскарская роющая лягушка

Mantellinae Laurent, 1946 
- Blommersia Dubois, 1992 (10 видов)

- Blommersia angolafa Andreone at al., 2010
- Blommersia blommersae (Guibé, 1975) — Лягушка Бломмерс
- Blommersia dejongi Vences at al., 2010
- Blommersia domerguei (Guibé, 1974)
- Blommersia galani Vences at al., 2010
- Blommersia grandisonae (Guibé, 1974)
- Blommersia kely (Glaw & Vences, 1994)
- Blommersia sarotra (Glaw & Vences, 2002)
- Blommersia variabilis Pabijan at al., 2011
- Blommersia wittei (Guibé, 1974)

- Boehmantis Glaw & Vences, 2006 (1 вид)

- Boehmantis microtympanum Angel, 1935

- Gephyromantis Methuen, 1920 (47 видов)

- Gephyromantis ambohitra (Vences & Glaw, 2001)
- Gephyromantis angano Scherz et al., 2017
- Gephyromantis asper (Boulenger, 1882)
- Gephyromantis atsingy Crottini at al., 2011
- Gephyromantis azzurrae Mercurio & Andreone, 2007
- Gephyromantis blanci Guibé, 1974
- Gephyromantis boulengeri Methuen, 1920 — Нежная лягушка
- Gephyromantis ceratophrys (Ahl, 1929 "1928")
- Gephyromantis cornutus (Glaw & Vences, 1992)
- Gephyromantis corvus (Glaw & Vences, 1994)
- Gephyromantis decaryi Angel, 1930
- Gephyromantis eiselti Guibé, 1975 — Лягушка Айзельта
- Gephyromantis enki (Glaw & Vences, 2002)
- Gephyromantis granulatus (Boettger, 1881)
- Gephyromantis grosjeani Scherz et al., 2018
- Gephyromantis hintelmannae Wollenberg at al., 2012
- Gephyromantis horridus (Boettger, 1880) — Шагреневая лягушка
- Gephyromantis klemmeri Guibé, 1974 — Лягушка Клеммера
- Gephyromantis leucocephalus Angel, 1930
- Gephyromantis leucomaculatus (Guibé, 1975) — Тонкопалый веслоног
- Gephyromantis lomorina Scherz et al., 2018
- Gephyromantis luteus (Methuen & Hewitt, 1913)
- Gephyromantis mafy Vieites at al., 2012
- Gephyromantis malagasius (Methuen & Hewitt, 1913) — Мальгашская лягушка
- Gephyromantis moseri (Glaw & Vences, 2002)
- Gephyromantis plicifer (Boulenger, 1882)
- Gephyromantis pseudoasper (Guibé, 1974)
- Gephyromantis ranjomavo Glaw & Vences, 2011
- Gephyromantis redimitus (Boulenger, 1889)
- Gephyromantis rivicola (Vences, Glaw & Andreone, 1997)
- Gephyromantis runewsweeki Vences & De la Riva, 2007
- Gephyromantis salegy (Andreone at al., 2003)
- Gephyromantis saturnini Scherz et al., 2018
- Gephyromantis schilfi (Glaw & Vences, 2000)
- Gephyromantis sculpturatus (Ahl, 1929)
- Gephyromantis silvanus (Vences at al., 1997)
- Gephyromantis spiniferus (Blommers-Schlösser & Blanc, 1991)
- Gephyromantis striatus (Vences at al., 2002)
- Gephyromantis tahotra Glaw, Köhler & Vences, 2011
- Gephyromantis tandroka (Glaw & Vences, 2001)
- Gephyromantis thelenae (Glaw & Vences, 1994)
- Gephyromantis tohatra Scherz et al., 2017
- Gephyromantis tschenki (Glaw & Vences, 2001)
- Gephyromantis ventrimaculatus (Angel, 1935) — Большеголовая лягушка
- Gephyromantis verrucosus Angel, 1930
- Gephyromantis webbi (Grandison, 1953)
- Gephyromantis zavona (Vences at al., 2003)

- Guibemantis Dubois, 1992 (18 видов)

- Guibemantis albolineatus (Blommers-Schlösser & Blanc, 1991)
- Guibemantis albomaculatus Lehtinen et al., 2018
- Guibemantis annulatus Lehtinen, Glaw & Vences, 2011
- Guibemantis bicalcaratus (Boettger, 1913)
- Guibemantis depressiceps (Boulenger, 1882)
- Guibemantis diphonus Vences at al., 2015
- Guibemantis flavobrunneus (Blommers-Schlösser, 1979)
- Guibemantis kathrinae (Glaw at al., 2000)
- Guibemantis liber (Peracca, 1893)
- Guibemantis methueni (Angel, 1929)
- Guibemantis milingilingy Bletz et al., 2018
- Guibemantis pulcher (Boulenger, 1882) — Ярко-зелёная лягушка
- Guibemantis punctatus (Blommers-Schlösser, 1979)
- Guibemantis tasifotsy Lehtinen at al., 2012
- Guibemantis timidus (Vences & Glaw, 2005)
- Guibemantis tornieri (Ahl, 1928)
- Guibemantis wattersoni Lehtinen at al., 2011
- Guibemantis woosteri Lehtinen at al., 2018

- Mantella Boulenger, 1882 — Мантеллы (16 видов)
- Mantidactylus Boulenger, 1895 — Мадагаскарские лягушки (32 видов)

- Spinomantis Dubois, 1992 (13 видов)

- Spinomantis aglavei (Methuen & Hewitt, 1913) — Лягушка-колокольчик
- Spinomantis bertini (Guibé, 1947)
- Spinomantis brunae (Andreone at al., 1998)
- Spinomantis elegans (Guibé, 1974)
- Spinomantis fimbriatus (Glaw & Vences, 1994)
- Spinomantis guibei (Blommers-Schlösser, 1991)
- Spinomantis massi (Glaw & Vences, 1994)
- Spinomantis microtis (Guibé, 1974) — Бугорчатолапый веслоног
- Spinomantis nussbaumi Cramer at al., 2008
- Spinomantis peraccae (Boulenger, 1896)
- Spinomantis phantasticus (Glaw & Vences, 1997)
- Spinomantis tavaratra Cramer at al., 2008
- Spinomantis beckei Vences at al., 2017

- Tsingymantis Glaw at al., 2006 (1 вид)

- Tsingymantis antitra Glaw, Hoegg & Vences, 2006

- Wakea Glaw & Vences, 2006 (1 вид)

- Wakea madinika (Vences at al., 2002)

## Галерея
- Boophis anjanaharibeensis
- Жёлтая мантелла
- Mantella pulchra
- Spinomantis peraccae
- Boophis bottae
- Эмбрионы ярко-зелёной лягушки